# Майк Свіні
Майк Свіні (англ. Mike Sweeney, нар. 25 грудня 1959, Данкан) — канадський футболіст, що грав на позиції півзахисника. Відомий за виступами у низці канадських та американських клубів, а також у складі національної збірної Канади, у складі якої він став переможцем Чемпіонату націй КОНКАКАФ 1985 року.

## Клубна кар'єра
Майк Свіні дебютував у професійному футболі 1980 року виступами за команду Північноамериканської футбольної ліги «Едмонтон Дріллерс», в якій грав до 1982 року, взявши участь у 86 матчах чемпіонату. Паралельно також грав у складі команди «Едмонтон Дріллерс» з індор соккеру.
У 1983 році Свіні став гравцем іншої команди Північноамериканської футбольної ліги «Ванкувер Вайткепс», у складі якої грав до середини 1984 року, після чого став гравцем іншої команди НАСЛ «Голден Бей Ерзквейкс». З кінця 1984 до 1988 року Майк Свіні грав у складі команд індор соккеру «Клівленд Форс», «Міннесота Страйкерс» та «Балтимор Бластс».
У 1988 році Свіні став гравцем футбольної команди Канадської футбольної ліги «Торонто Бліззард», а в цьому ж році перейшов до американського футбольного клубу «Бостон Болтс», в якому грав до 1990 року. До 1992 року грав також у складі команди з індор соккеру «Клівленд Кранч».

## Виступи за збірні
У 1979 році Майк Свіні грав у складі молодіжної збірної Канади на молодіжному чемпіонаті світу. У 1980 році футболіст дебютував у складі національної збірної Канади. У 1984 році Свіні грав у складі збірної на Олімпійських іграх у Лос-Анджелесі. У 1985 році Майк Свіні у складі збірної став переможцем Чемпіонату націй КОНКАКАФ, що дало канадській збірній путівку на чемпіонат світу 1986 року у Мексиці, на якому він зіграв лише в 1 матчі проти збірної Угорщини. У складі збірної грав до 1993 року, загалом протягом кар'єри у національній команді, провів у її формі 61 матч, забивши 1 гол.

## Титули і досягнення
- Переможець Чемпіонату націй КОНКАКАФ: 1985
- Переможець Кубка націй Північної Америки: 1990